# Anisopodus acutus
Anisopodus acutus là một loài bọ cánh cứng trong họ Cerambycidae.